# Чемпіонат Чехословаччини з футболу 1927—1928
Середньочеська 1 ліга 1927/28 (чеськ. Středočeská 1. liga 1927/28) — четвертий професіональний розіграш чемпіонату Чехословаччини з футболу. Переможцем змагань вперше став клуб «Вікторія» (Жижков). Команда з Жижкова стала єдиною в чехословацькому футболі в період з 1918 по 1948 рік, кому вдалось перервати чемпіонську гегемонію клубів «Спарта» і «Славія».

## Підсумкова таблиця
|   | Турнірна таблиця     | І  | В | Н | П | МЗ | МП | О  |
| - | -------------------- | -- | - | - | - | -- | -- | -- |
| 1 | Вікторія (Жижков)    | 12 | 8 | 2 | 2 | 41 | 20 | 18 |
| 2 | Славія (Прага)       | 12 | 7 | 2 | 3 | 27 | 20 | 16 |
| 3 | Спарта (Прага)       | 12 | 6 | 2 | 4 | 36 | 18 | 14 |
| 4 | Богеміанс (Прага)    | 12 | 4 | 2 | 6 | 17 | 26 | 10 |
| 5 | Кладно               | 12 | 4 | 1 | 7 | 24 | 39 | 9  |
| 6 | Чехія Карлін (Прага) | 12 | 4 | 1 | 7 | 23 | 38 | 9  |
| 7 | Краловські Виногради | 12 | 2 | 4 | 6 | 16 | 23 | 8  |

### Таблиця результатів
|                      | ВІК | СЛА | СПА | БОГ | КЛА  | КАР | ВИН |
| -------------------- | --- | --- | --- | --- | ---- | --- | --- |
| Вікторія (Жижков)    | XXX | 2:2 | 1:1 | 4:1 | 9:2  | 5:1 | 1:2 |
| Славія (Прага)       | 3:4 | XXX | 2:1 | 3:1 | 3:2  | 4:1 | 2:1 |
| Спарта (Прага)       | 3:5 | 3:0 | XXX | 4:2 | 11:2 | 8:1 | 1:1 |
| Богеміанс (Прага)    | 1:0 | 1:4 | 1:0 | XXX | 1:3  | 3:2 | 1:1 |
| Кладно               | 2:3 | 1:2 | 0:1 | 1:1 | XXX  | 4:2 | 3:1 |
| Чехія Карлін (Прага) | 0:3 | 3:2 | 3:2 | 3:2 | 3:0  | XXX | 2:3 |
| Краловські Виногради | 2:4 | 0:0 | 0:1 | 1:2 | 2:4  | 2:2 | XXX |

## Склад чемпіона
| Основний склад | Кількість проведених матчів |
| --- | --------------------------- |
| Бенда Стейнер Стеглік Кьоніг Кліцпера Матей Новак Дворжачек Подразіл Баєр Медуна |                             |
| Вацлав Бенда (5) |                             |
| Карел Стейнер (?.3) |                             |
| Франтішек Стеглік (?) |                             |
| Вілем Кьоніг (?) |                             |
| Антонін Кліцпера (?.1) |                             |
| Штепан Матей-Штепан (?.4) |                             |
| Карел Подразіл (?.4) |                             |
| Отто Новак (?.5) |                             |
| Карел Медуна (?.12) |                             |
| Ян Дворжачек (7.4) |                             |
| Вацлав Баєр (?.3) |                             |
| Інші гравці: ВР Ярослав Білий (5), Адоль Кліндера (2); ЗХ Вацлав Голубек (2), Ладіслав Матуш; ПЗ Войтех Сибал-Мікше, Вацлав Кржижек; НП Ярослав Срба (?.1), Карел Громадка (4.2), Вацлав Ванік-Вана, Їржі Мареш; тренер: Антонін Бребурда |                             |

## Призери
| «Славія» Воротарі: Франтішек Планічка (8. -17), Йозеф Слоуп-Штаплік (4. -3). Захисники: Еміл Сейферт (11.3), Франтішек Черницький (6), Ян Рейнхардт (5), Зденек Куммерманн (2), Петржик (1). Півзахисники: Йозеф Плетиха (12), Антонін Водічка (8), Карел Чипера (6.1), Франтішек Яловець (5), Йозеф Сухий (4). Нападники: Йозеф Кратохвіл (12.4), Антонін Пуч (11.9), Коломан Бобор (11), Франтішек Свобода (10.5), Їндржих Шолтис (8.4), Карел Бейбл (5), Вацлав Маржик (2.1), Богуміл Йоска (1). Тренер: Джон Вільям Мадден. |

| «Спарта» Воротар: Франтішек Гохманн, Германн Маєрталь. Захисники: Ярослав Бургр, Антонін Пернер (?.2), Антонін Гоєр (?.1). Півзахисники: Франтішек Коленатий, Карел Пешек-Кадя, Ян Кноблоч-Маделон, Фердинанд Гайний, Антонін Царван. Нападники: Йозеф Сильний (?.9), Адольф Патек (?.7), Йозеф Горейс (?.2), Йозеф Малоун (?.4), Йозеф Мислик (?.1), Йозеф Шима (?.5), Евжен Веселий (?.3), Ян Смолка (?.1), Антонін Мудрий, Ярослав Іннерманн. Тренери: Вацлав Шпіндлер, Джон Дік. |

## Найкращі бомбардири
| №  | Гравець        | Клуб         | Голи |
| -- | -------------- | ------------ | ---- |
| 1. | Карел Медуна   | Вікторія     | 12   |
| 2. | Йозеф Сильний  | Спарта       | 9    |
| 3. | Антонін Пуч    | Славія       | 9    |
| 4. | Адольф Патек   | Спарта       | 7    |
| 5. | Їржі Шульц     | Чехія Карлін | 6    |
| 6. | Ярослав Ладман | Кладно       | 6    |

## Чемпіонат Чехословаччини серед аматорів
Чвертьфінал 
| Команда 1  | Рахунок | Команда 2         |
| ---------- | ------- | ----------------- |
| Крочеглави | 7:2     | Колін             |
| Простейов  | 3:2     | Славой Прага VIII |
| Жиліна     | 3:1     | Тещен-Боденбах    |
| Будвайс    | 0:1     | Наход             |

 Півфінал 
| Команда 1 | Рахунок | Команда 2  |
| --------- | ------- | ---------- |
| Жиліна    | 02:11   | Крочеглави |
| Простейов | 2:1     | Наход      |

 Фінал  
| 11.11.1928 |

| СК «Простейов» | 2 — 0 | СК «Крочеглави» |
| -------------- | ----- | --------------- |
| Ненал 41', 63' | звіт  |                 |

| "стадіон СК Кладно", Прага Глядачів: 5000 Арбітр: Ширмер |

На 40-й хвилині Гумл не реалізував пенальті (Шрам парирував).
СК Простейов: Франтішек Шрам — Кацал, Шмудла — Франтішек Ланський, Кочирж, Алоїз Цетковський-Лолек — Мюллер, Ненал, Я.Їрка (або Став), Евжен Веселий, Затлоукал
СК Крочеглави: Алоїз Шубрт — Р.Дворжак, Янський (або Жак) — Йозеф Понік, Вацлав Брабець, Гумл — Милослав Хлібець, Йозеф Коштялек, Антонін Горак, Карел Гейма, Таубер.